# Bombahuset

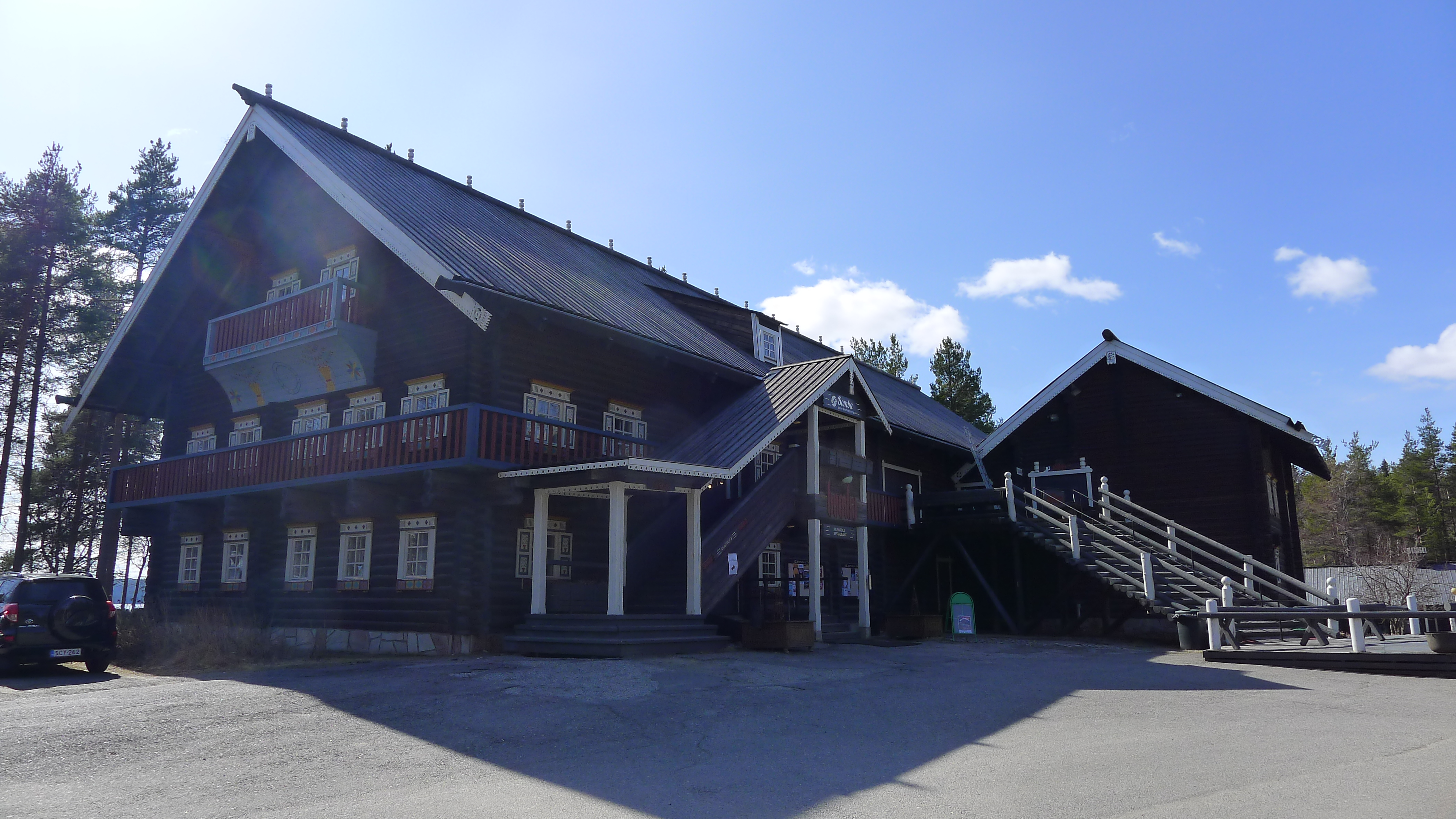
Bombahuset.

Bombahuset är en hotell- och restaurangbyggnad några kilometer öster om Nurmes centrum i Norra Karelen i östra Finland. 
Byggnaden timrades 1977–1978 av rundstock i fjärrkarelsk allmogestil. Byggnaden är en replik av ett vida känt hus i Suojärvi socken vid den gamla östgränsen, vilket uppfördes 1855 för familjen Bombin och revs 1934. Bombahuset omges av en karelsk by med bland annat inkvartering.